# Smilax ocreata
Smilax ocreata är en enhjärtbladig växtart som beskrevs av A.Dc. Smilax ocreata ingår i släktet Smilax och familjen Smilacaceae. Inga underarter finns listade.